# Орнитозух
Орнитозух (лат. Ornithosuchus) — род вымерших пресмыкающихся из семейства орнитозухид (Ornithosuchidae) группы псевдозухий, живших во времена триасового периода (карнийский — норийский века) на территории современной Шотландии. Включает единственный вид — Ornithosuchus woodwardi.
Родовое название образовано от др.-греч. ὀρνῑθο — «птица» и σοῦχος — «крокодил», и дано в связи с лёгким телосложением и двуногостью животного.

## История изучения

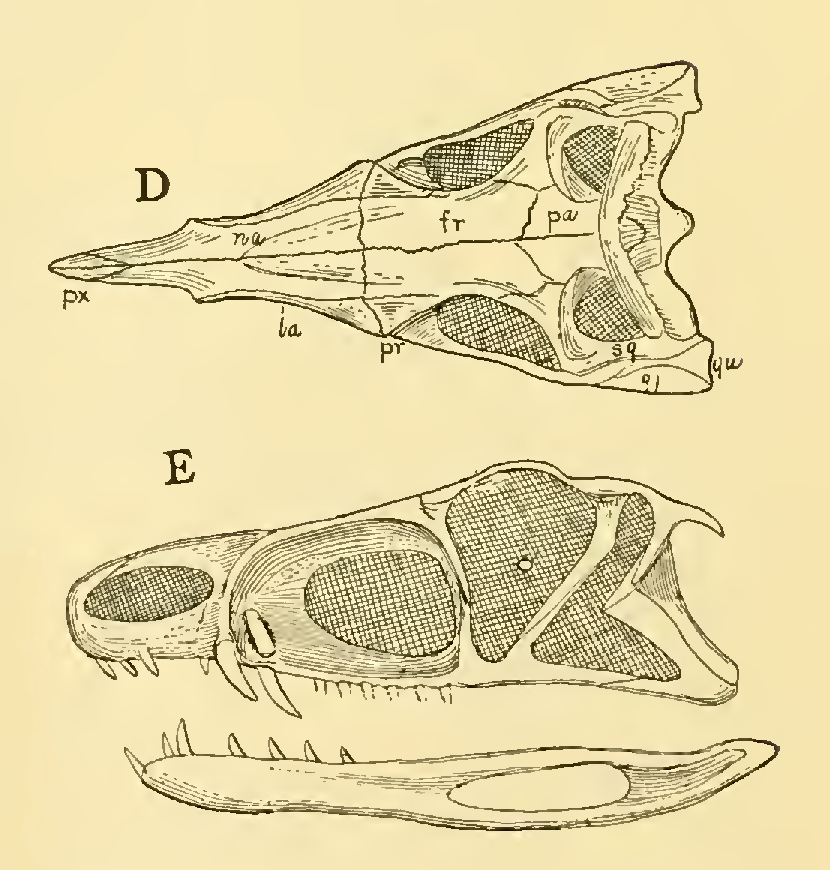
Ископаемый череп

Первые ископаемые остатки (образец ELGNM 1), долгое время относимые к орнитозуху, описал Томас Хаксли в 1877 году как вид Dasygnathus longidens из верхнетриасовых слоёв Элджина (верхний карний) в Шотландии и отнёс его к текодонтам. Род Ornithosuchus выделен Ньютоном в 1894 году на основании находок особей меньшего размера, описанных им же как вид Ornithosuchus woodwardi. Последние имели лёгкое телосложение и первоначально считались бегающими хищниками, близкими к предкам птиц и динозавров. В 1960-х годах учёные установили, что все находки «текодонтов» из Элджина относятся к орнитозухам, а название Dasygnathus свели в синонимы к Ornithosuchus. В это время орнитозуха относили к примитивным хищным динозаврам. С 80-х годов XX века систематиками утверждается, что эти рептилии — ближайшие родственники равизухов и относятся к основанию того ствола, от которого до наших дней дожили лишь крокодилы.
В 2016 году von Baczko и Ezcurra на основании новой интерпретации образца ELGNM 1 опровергли отнесение последнего к роду Ornithosuchus из-за отсутствия у образца диагностических признаков этого рода. В качестве валидного был восстановлен вид Ornithosuchus woodwardi, а Dasygnathus longidens объявлен nomen dubium в пределах клады псевдозухий.

## Описание
Орнитозух — крупное большеголовое животное, длина черепа взрослых особей достигала 45 см, общая длина — около 2 метров. Задние конечности на треть длиннее передних, но в покое рептилия передвигалась на всех четырёх ногах. Череп сходен по строению с черепом хищных динозавров, зубы огромные, пилообразные. Тазовый пояс относительно слабый, вертлужная впадина открыта слабо, лобковая кость разрослась вентрально. Головка бедренной кости повёрнута внутрь несильно, четвёртый вертел развит слабо. Ноги при ходьбе занимали выпрямленное положение. Предплюсновый сустав, видимо, круротарсального типа («обратно-крокодиловый»), развит пяточный бугор. Три пары крестцовых рёбер. Имеется дермальный панцирь из двух рядов килеватых щитков вдоль туловища и одного ряда над хвостом. Сочленение между щитками отсутствует.
Орнитозух был верховным хищником своего времени и места. Он охотился на ринхозавров рода Hyperodapedon, чьи останки многочисленны в слоях Лоссемут в Элджине.